# JR貨物42A形コンテナ
JR貨物42A形コンテナ（JRかもつ42Aがたコンテナ）は、日本貨物鉄道（JR貨物）が1989年（平成元年）より運用している、30 ftウィングコンテナである。

## 概要
42A形コンテナは、日本貨物鉄道（JR貨物）が1989年（平成元年）に1個のみを日通商事（一光）にて試作したセミウィングルーフコンテナである。JR貨物としては初採用のウィングルーフコンテナであるが、日本初のウィングルーフコンテナはU28A形（フルウィング）である。
そのウィング部開閉は、外部より供給される電源を利用してコンテナ内部にあるモータ駆動の油圧シリンダー動作により行われる。またトップリフターを使用することを前提に開発されたためフォークポケットがない。
形式番号の数字部位 「 42 」は、コンテナの容積を元に決定される。本形式内容積は42.2 m3であるため少数1位を四捨五入して「 42 」である。また形式末尾のアルファベット一桁部位 「 A 」は、開発順記号である。